# Đảng Cộng sản Brasil
Đảng Cộng sản Brasil (viết tắt là PcdoB) là một đảng chính trị tại Brasil, với khoảng 460 nghìn đảng viên, giữ 14 ghế trong tổng số 513 ghế ở Hạ viện, 2 ghế trong tổng số 81 ghế ở Thượng viện, có 27 Văn phòng Đại diện cấp bang và hơn 2.500 văn phòng đại diện cấp thành phố. Đảng Cộng sản Brasil là chính đảng lớn thứ hai tại Brasil, sau Đảng Công nhân (PT) hiện đang cầm quyền tại Brasil. 
Trong các cuộc bầu cử Tổng thống, Đảng Cộng sản Brasil luôn tạo thành liên minh chặt chẽ, sát cánh cùng Đảng Công nhân Brasil vận động cử tri tham gia bầu cử thành công tốt đẹp.
Đảng Cộng sản Brasil đã trải qua 14 kỳ đại hội. Gần đây nhất, từ ngày 17 đến ngày 19/11/2017 đã diễn ra Đại hội lần thứ XIV, tại thủ đô Brasilia với sự tham dự của gần 700 đại biểu.
Với khẩu hiệu "Bảo vệ Tổ quốc, nền dân chủ, sự phát triển và các quyền xã hội", Đại hội đã đánh giá tình hình quốc tế, khu vực và đi sâu phân tích tình hình chính trị Brasil hiện nay, khẳng định những thành tựu và tập trung rút ra những bài học từ hạn chế, thất bại của chính quyền cánh tả trong hơn một thập niên qua, từ đó đề ra các mục tiêu và phương thức đấu tranh trong thời gian tới.
Đại hội đã thông qua Nghị quyết "Mặt trận rộng rãi: Những hướng đi mới cho Brazil - dân chủ, tự chủ, phát triển và tiến bộ xã hội" nhằm chuẩn bị cho bầu cử Tổng thống Brasil nhiệm kỳ 2019 - 2022; thông qua Điều lệ Đảng sửa đổi nhằm xây dựng, củng cố và phát triển đảng trong cuộc đấu tranh vì mục tiêu xã hội chủ nghĩa, bảo vệ các chính sách xã hội và cải thiện đời sống nhân dân, vì hòa bình, độc lập dân tộc, tự do, phồn thịnh, dân chủ và tiến bộ xã hội tại Brasil.

## Đại hội
Đại hội Đảng Cộng sản Brasil lần thứ XIV đã bầu bà Luciana Santos làm Chủ tịch Đảng.